# Daniel Domenjó
Daniel Domenjó (Barcelona, 1975) es un emprendedor, ejecutivo, productor, periodista y presentador de televisión. Ha creado y consolidado empresas de distintos ámbitos y actualmente es el CEO y cofundador de Satisfaction Iberia, compañía dedicada a la creación y producción televisiva nacida en asociación con Satisfaction Group, grupo líder de televisión francés. 

## Biografía
Estudió filología alemana y periodismo, se licenció en la Universidad Pompeu Fabra y posteriormente estudió en la Harvard Business School un Executive Education Program (Business of Entertainment, Media and Sports). 
Comenzó a trabajar en la Agencia EFE, incorporándose posteriormente a la cadena City TV, cadena de televisión de ámbito catalán del Grupo Godó. En 2002 pasa al centro territorial catalán de Televisión española, trabajando primero en informativos (presentando l'Informatiu Migdia, el magazín Catalunya Avui y los debates especiales del Año Dalí) y más tarde en el espacio de debate de actualidad  El debate de la 2, de emisión estatal. 
En dicha cadena pública presenta sucesivamente los programas El enemigo en casa (2005), Teleobjetivo (2006), y ¡Mira lo que ven! (2006), hasta que en el verano de 2006 es fichado por la cadena autonómica Telemadrid, poniéndose al frente del concurso La caja fuerte y el magacín nocturno Directo a la noche. En 2008 regresa a TVE con el concurso La lista.
En esta época dirigió y presentó en UrbeTV, del Grupo Vocento, el programa de entrevistas en profundidad La Partida a los máximos referentes de la cultura, la empresa, el deporte y el espectáculo. En la misma cadena presentó y dirigió el magazín nocturno Made in Barcelona durante tres años. 
En enero de 2009 dio el entra en Telecinco, cadena de Mediaset, para presentar el programa magazín diario Está pasando, en sustitución de Emilio Pineda y Lucía Riaño. Posteriormente se hace cargo de la conducción del debate de Supervivientes: Perdidos en Honduras los domingos por la noche en el Late night logrando altos índices de audiencia.
Meses después e igualmente en Telecinco, se hizo cargo de la presentación, del Reality Show El topo y del concurso diario de tardes Toma cero y a jugar.
En diciembre de 2010 presentó, dirigió y produjo para TV3 (cadena autonómica de Cataluña) el documental "Candidato Mas, presidente Mas" sobre el entonces Presidente de la Generalitat. El programa fue líder de audiencia en prime-time.
Desde finales de 2011 y hasta 2015 presentó, dirigió y produjo con su entonces productora Mamut Media (después Klaxon Global Media) el programa de debate y entrevistas "La Rambla" para BTV-Barcelona Televisión, un espacio de prime time con invitados de primera línea y debates de actualidad que llegó a superar las 560 emisiones diarias. El programa descubrió para la televisión personalidades relevantes de la política y la comunicación como Andrea Levy, Inés Arrimadas, Nacho Martín Blanco, Toni Aira, Ada Colau, Gabriel Rufián, Bernat Dedeu, Ester Vives, Miriam Nogueras, etc. Con la misma productora grabó varios documentales de recorrido internacional, como la serie documental en inglés Chased and Saved, centrada en la huida de los refugiados a través del Pirineo catalán y francés durante la Segunda Guerra Mundial.
De enero de 2019 a finales de 2023 fue el director Ejecutivo de Mediacrest, definiendo la estrategia y creando los equipos y contenidos que hicieron que la productora se convirtiera en aquella época en la empresa independiente de más crecimiento en la indústria audiovisual española. Mediacrest firmó en aquella época grandes producciones como El Cazador (TVE), La Noche de los Cazadores (TVE), Crónicas del Zoo (Discovery, Canal sur, A Punt), Mapi (TVE), La Solución (TeleMadrid), Inside Guggenheim (EITB) y Movistar), etc.  
En enero de 2024 lanza, en asociación con Satisfaction Group, la compañía productora Satisfaction Iberia, centrada en crear, producir y distribuir contenido audiovisual en España, Portugal y Latam. Bajo su dirección, Satisfaction Iberia, con sede en Barcelona y Madrid, ha firmado en tiempo récord tres grandes producciones de prime time para RTP (Portugal) y TVE (Televisión Española): el éxito internacional The Floor (para las dos cadenas) y el formato neerlandés La Conexión para La 1 de TVE. Actualmente la compañía está en producción y desarrollo de otros formatos scripted y unscripted que verán la luz próximamente.
Puntualmente ha ejercido como consultor en comunicación y estrategia para multinacionales como Danone, Agbar (Grupo Suez), Novartis, etc. y para otras entidades u asociaciones públicas y privadas. Ha ganado dos premios Zapping y un premio de la APEI al mejor presentador de televisión. Es miembro del Jurado de los International Emmy Awards (Unscripted) desde 2022, autor de la novela "Isadora en su Laberinto" (Kindle, Amazon), participa como profesor invitado desde 2010 en distintos posgrados y clases de máster en comunicación de diferentes universidades como la URLL-Universidad Ramon Llull de Barcelona o el CEU San Pablo de Madrid. Es también colaborador habitual de distintas iniciativas solidarias como la www.aecc.es, la Asociación Esclat, la Fundación Pasqual Maragall contra el Alzheimer o la Asociación Animalista Libera. Como emprendedor ha creado y consolidado diferentes empresas en distintos sectores, sobre todo en el mundo de la comunicación y producción, en el del deporte y la restauración (Club Patín Vela Barcelona, Red Fish Restaurant), etc.

## Trayectoria
- Informatiu Migdia 2001-2004 La 1 de TVE.
- Catalunya Avui 2004-2006 La 2 de TVE.
- El debate de la 2 (2003), La 2 de TVE.
- El enemigo en casa (2005), La 1 de TVE.
- Teleobjetivo (2006), La 1 de TVE.
- La caja fuerte (2006), Telemadrid.
- Directo a la noche (2006-2007), Telemadrid.
- Mira lo que ven (2007), La 1 de TVE.
- La lista (2008-2009), La 1 de TVE.
- Está pasando (2009-2010), Telecinco.
- Supervivientes: Perdidos en Honduras (2009), Telecinco.
- El topo (2009), Telecinco.
- Toma cero y a jugar (2009-2010), Telecinco.
- Documental Candidato Mas, Presidente Mas (2010), TV3.
- La Rambla, (2011-2015), BTV-Barcelona Televisión.
- Piloto Compolítics, 2016-2017, comunicación política, TVC-TV3.
- Documental Chased and Saved (2016-2017), distribución internacional.
- "El Cazador", 2019-actualidad, La 1 de TVE.
- "La Noche de los Cazadores", 2020-actualidad, (La 1 de TVE)
- "Crónicas del Zoo", 2021-2022 (Discovery, Canal sur, A Punt).
- "Mapi", 2022, (La 1 de TVE).
- "The Floor", 2023 y 2024. Antena3 TV y TVE.
- "La Conexión", 2024-2025, TVE.

Fundador y CEO en Klaxon Global Media (2010-2018).
Executive Director en Mediacrest Entertainment (2019-2023).
Cofundador y CEO en Satisfaction Iberia (2023-actualidad).